# 小行星4114
小行星4114（英語：4114 Jasnorzewska）是一颗围绕太阳公转的小行星。1982年8月19日，茲丹卡·瓦弗洛娃在克列特发现了此天体。
这颗小行星的绝对星等为44.73653899692627等。